# شهرستان پینگدینگ
شهرستان پینگدینگ (به لاتین: Pingding County) یک منطقهٔ مسکونی در چین است که در یانگکوان واقع شده‌است.